# When Love and Death Embrace
"When Love and Death Embrace" é uma canção escrita por  Ville Valo, gravada pela banda HIM.
É o terceiro single do álbum de estreia lançado a 20 de Novembro de 1997, Greatest Love Songs Vol. 666.

## Paradas
| Paradas                 | Posições |
| ----------------------- | -------- |
| Finlândia - Mitä hittiä | 9        |